# Charles-François Toustain
Charles-François Toustain (Repas, 13 ottobre 1700 – Saint-Denis, 1º luglio 1754) è stato uno storico, diplomatista e religioso francese membro della Congregazione di San Mauro.

## Biografia
Apparteneva ad una famiglia molto conosciuta. Il 20 luglio 1718 prese i voti dell'ordine a Jumièges. Dopo aver terminato il corso di filosofia e teologia presso l'Abbazia di Fécamp, fu trasferito al monastero di Bonne-Nouvelle a Rouen, per imparare l'ebreo ed il greco. Allo stesso tempo studiò italiano, inglese, tedesco ed olandese, per potere capire gli scritti in queste lingue. Non fu ordinato sacerdote fino al 1729 ed anche allora soltanto per ordine espresso del suo superiore. Celebrò sempre messa con molto trepidazione e solo dopo una lunga preparazione. Nel 1730 fu mandato presso l'Abbazia di St-Ouen a Rouen, è successivamente a St-Germain-des-Prés e a Blancs-Manteaux. Mori mentre si sottoponeva alla cura del latte a St-Denis. Aveva esaurito il suo organismo digiunando e con uno stile di vita ascetico.
Teologicamente era propenso al giansenismo. Come uno studioso si è fatto un nome onorato. Ha lavorato per venti anni con un confratello, Don Tassin, su un'edizione delle opere San Teodoro Studita. Il lavoro non fu mai dato alle stampe, in quanto non fu trovato un editore. Un'altra impresa comune dei due è il Nouveau traité de diplomatique (6 volumi, 1750-65) in cui approfondirono i temi presenti nel capolavoro di Jean Mabillon De re diplomatica. La pubblicazione di Toustain e di Tassin è un lavoro ancora attuale. Gli ultimi quattro volumi sono stati pubblicati dal solo Tassin in seguito alla morte di Toustain.
Di grande interesse tra gli scritti di Toustain sono La vérité persécutée par l'erreur (2 volumi, 1733), una collezione di scritti dei Padri sulle persecuzioni dei primi otto secoli; e L'authorité de miracles dans l'Église (nessuna data), in cui espone l'opinione di Sant'Agostino. Tassin riporta che era molto zelante nei suoi doveri, modesto e sinceramente religioso.